# Welam Larsson Zeppenfeldt
Welam Larsson Zeppenfeldt född 14 december 1679 på Ramshyttans bruksegendom i Ramsberg, Västmanland, död 27 december 1750 i Ramsberg, Västmanland, var en svensk bergsman och riksdagsman.
Welam Larsson, i kyrkböckerna kallad Wilhelm, var son till bergsman och nämndeman Lars Welamsson Zeppenfeldt och Margareta Didriksdotter och barnbarn till häradsdomare och riksdagsman Welam Johansson (Zeppenfeldt). Han var ägare till ett bergsmanshemman i Ramshyttan, Ramsberg och sexman i Ramsbergs socken och deltog i ståndsriksdagarna 1738 - 1739 som Lindes och Ramsbergs härads fullmäktige.
Welam Larsson var gift två gånger, i första äktenskapet med Margareta Larsdotter (död 1719), dotter till bergsman och häradsdomare Lars Andersson i Östra Löa och i andra äktenskapet med Anna Ersdotter Ramberg (död 1773), dotter till riksdagsman Erik Persson (Ramberg). Welam fick minst 16 barn i de båda äktenskapen. 

## Släktmedlemmar
- Heinrich Zeppenfeld
- Welam Johansson Zeppenfeldt